# Liza Parker
Liza Parker (* 30. Oktober 1980, verheiratete Liza Smith) ist eine englische Badmintonspielerin. 

## Karriere
Liza Parker gewann noch als Juniorin 1999 die Czech International. 2001 siegte sie bei den Bulgarian International, 2004 bei den Norwegian International. 2006 war sie in Tschechien, Kroatien und Portugal erfolgreich. 2007 gewann sie die Dutch International.

## Sportliche Erfolge
| Saison | Veranstaltung                             | Disziplin   | Platz | Name                           |
| ------ | ----------------------------------------- | ----------- | ----- | ------------------------------ |
| 1999   | Czech International                       | Damendoppel | 1     | Liza Parker / Suzanne Rayappan |
| 1999   | Junioren-Europameisterschaft              | Damendoppel | 3     | Liza Parker / Suzanne Rayappan |
| 1999   | England: Einzelmeisterschaft der Junioren | Mixed       | 1     | Paul Trueman / Liza Parker     |
| 1999   | England: Einzelmeisterschaft der Junioren | Damendoppel | 1     | Liza Parker / Suzanne Rayappan |
| 2000   | Weltmeisterschaften der Studenten         | Mixed       | 3     | Matthew Shuker / Liza Parker   |
| 2000   | Iceland International                     | Damendoppel | 1     | Liza Parker / Natalie Munt     |
| 2001   | Bulgarian International                   | Damendoppel | 1     | Liza Parker / Suzanne Rayappan |
| 2001   | Welsh International                       | Damendoppel | 2     | Liza Parker / Suzanne Rayappan |
| 2004   | Norwegian International                   | Damendoppel | 1     | Liza Parker / Suzanne Rayappan |
| 2004   | Iceland International                     | Damendoppel | 1     | Lisa Parker / Suzanne Rayappan |
| 2004   | Malaysia International                    | Mixed       | 2     | Kristian Roebuck / Liza Parker |
| 2005   | Swedish International Stockholm           | Mixed       | 2     | Kristian Roebuck / Liza Parker |
| 2006   | Czech International                       | Mixed       | 1     | Robin Middleton / Liza Parker  |
| 2006   | Portugal International                    | Damendoppel | 1     | Liza Parker / Jenny Day        |
| 2006   | Croatian International                    | Damendoppel | 1     | Liza Parker / Jenny Day        |
| 2007   | Dutch International                       | Mixed       | 1     | Robin Middleton / Liza Parker  |
| 2008   | Englische Meisterschaft                   | Mixed       | 2     | Robin Middleton / Liza Parker  |